# NBA Hustle Award

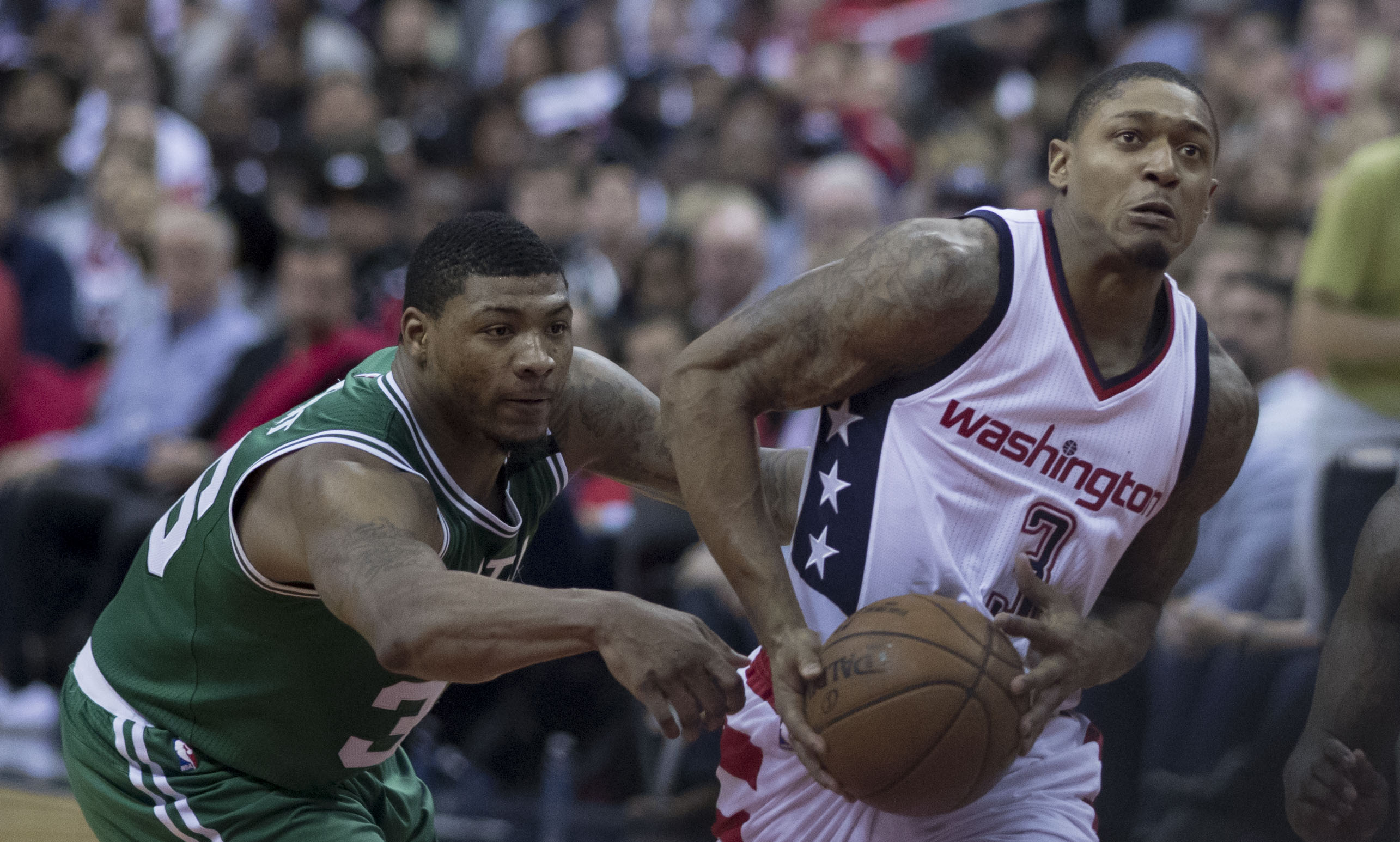
Marcus Smart (links) und Bradley Beal 2017

Der NBA Hustle Award (von englisch hustle: etwas hartnäckig erkämpfen, dringen, schieben, sich ins Zeug legen) ist eine jährliche Auszeichnung der National Basketball Association (NBA), die den Spieler mit dem größten statistisch messbaren Einsatz der Saison auszeichnet. Der Preis wurde erstmals in der Saison 2016/17 verliehen. Marcus Smart gewann den Hustle Award insgesamt dreimal.

## Hintergrund
Seit der Saison 2016/17 werden sogenannte hustle stats erhoben, die Einsatz und Anstrengung messen. Dazu gehören abgelenkte Bälle (deflections), das erfolgreiche Nachsetzen hinter verlorenen Bällen (recovering loose balls), erduldete Offensivfouls (charges drawn), gesetzte Abschirmblöcke (screen assists), Blockversuche (contested shots) und die Positionierung für den Rebound (box-outs).
Um sich für die Auszeichnung zu qualifizieren, muss ein Spieler mindestens 50 Spiele bestritten haben und 15 Minuten pro Spiel oder länger im Einsatz gewesen sein. Spieler werden nach Spielposition (Center, Forward, Guard) pro Minute verglichen. Innerhalb jeder Statistik wird für jeden Spieler eine Kennzahl basierend auf relativer Leistung errechnet. Alle fünf Kennzahlen werden addiert, um die Gesamtbewertung pro Spieler zu ermitteln.

## Die Preisträger
 – Aktiver Spieler der Saison 2024/25

| Saison  | Preisträger      | Team                  |
| ------- | ---------------- | --------------------- |
| 2016/17 | Patrick Beverley | Houston Rockets       |
| 2017/18 | Amir Johnson     | Philadelphia 76ers    |
| 2018/19 | Marcus Smart     | Boston Celtics        |
| 2019/20 | Montrezl Harrell | Los Angeles Clippers  |
| 2020/21 | Thaddeus Young   | Chicago Bulls         |
| 2021/22 | Marcus Smart     | Boston Celtics        |
| 2022/23 | Marcus Smart     | Boston Celtics        |
| 2023/24 | Alex Caruso      | Chicago Bulls         |
| 2024/25 | Draymond Green   | Golden State Warriors |